# مگس‌گیر شهریار
شاه‌مگس‌گیران یا مگس‌گیران شهریار (نام علمی: Monarchidae) نام یک تیره از راسته گنجشک‌سانان است.